# Miorimivalana
Miorimivalana is een plaats en commune in het oosten van Madagaskar, behorend tot het district Fenoarivo Atsinanana, dat gelegen is in de regio Analanjirofo. Tijdens een volkstelling in 2001 telde de plaats 21.052 inwoners.
De plaats biedt enkel lager onderwijs aan. 98 % van de bevolking werkt als landbouwer en 5 % houdt zich bezig met veeteelt. Het belangrijkste landbouwproduct is kruidnagelen; andere belangrijke producten zijn koffie, lychee en rijst. Verder is 8% actief in de dienstensector.